# A Cotovia do Espaço
A Cotovia do Espaço é um romance de ficção científica do escritor americano Edward E. "Doc" Smith, escrito entre 1915 e 1921 enquanto Smith cursava seu doutorado. Embora a ideia original do romance tenha sido de Smith, ele co-escreveu a primeira parte da obra com a parceria de Lee Hawkins Garby, esposa de seu colega de faculdade e mais tarde vizinho Carl Garby. 
O romance começa como uma fantasiosa narrativa de uma descoberta científica, mas se transforma em uma aventura cósmica quando os personagens seguem rumo ao espaço profundo. 
A Cotovia do Espaço é considerado um dos primeiros romances de viagens interestelares e o primeiro exemplo do gênero space opera. Originalmente serializado em 1928 na revista Amazing Stories, foi publicado pela primeira vez em forma de livro em 1946 pela Buffalo Book Co. O romance foi seguido por três sequências, começando com Skylark Three .

## Sinopse do enredo
Nota: Esta sinopse é consistente com o romance em suas formas posteriores (1946 e edições subsequentes), mas difere em detalhes do texto original de 1928, conforme transcrito no Projeto Gutenberg. Houve mudanças significativas entre a publicação da revista de 1928 e a capa dura de 1946, e entre as primeiras capas duras e o final dos anos 1950 e as edições posteriores em brochura.
"A Cotovia do Espaço" inaugura a Série Cotovia, e nos apresenta o protagonista Dick Seaton, em confronto com o astuto antagonista Marc "Blackie" DuQuesne.
No início da trama, Seaton tropeça acidentalmente em uma descoberta revolucionária: uma fonte virtualmente inesgotável de energia ao combinar cobre puro com um fictício elemento recém-descoberto chamado "X" (sugerindo ser um transactinídeo estável no grupo da platina). Seaton anseia utilizar essa descoberta na criação de um propulsor para uma nave interestelar, mas inicialmente, enfrenta dificuldades para replicar o efeito. Após inúmeras reviravoltas, ele percebe que a peça que falta é um campo de energia gerado pelo acelerador de partículas de seu colega químico, Marc DuQuesne.
Seaton e seu amigo milionário , Martin Crane, abrem uma empresa com o objetivo de construir uma nave espacial. Entretanto, DuQuesne tenciona sabotar o projeto de Seaton e roubar os planos para criar sua própria nave. A nave de DuQuesne é concluída, e ele a usa para sequestrar a noiva de Seaton, Dorothy Vaneman, exigindo o elemento "X" como resgate. Durante o sequestro, a nave de DuQuesne é inadvertidamente lançada em aceleração máxima em uma trajetória descontrolada, levando-a a uma vasta distância do Sistema Solar da Terra.
Utilizando uma "bússola de objetos", que sempre aponta para um objeto em que foi travada, Seaton e Crane embarcam em sua própria nave espacial, a Cotovia, na busca por Dorothy e sua colega refém, Margaret "Peg" Spencer. Os heróis encontram a nave de DuQuesne à deriva em órbita ao redor de uma estrela morta, semelhante a uma estrela de nêutrons fria. Após resgatar as reféns, Seaton obtém de DuQuesne a promessa de "agir como parte do grupo até retornarem à Terra". Nesse contexto, eles partem da órbita e seguem em busca de combustível adicional.
Em um exoplaneta semelhante à Terra, encontram uma grande quantidade do elemento "X" em afloramentos compostos principalmente desse mineral e prosseguem em busca de cobre. Durante sua jornada, deparam-se com uma "Inteligência Desencarnada" e adentram em um aglomerado estelar apelidado de "Sistema Verde", onde localizam um planeta com oceanos de sulfato de cobre.
Nesse mundo, conhecido como "Osnome" pelos nativos, entabulam amizade com os governantes de Mardonale, uma das duas facções osnomianas. Contudo, quando o governante mardonaliano trai Seaton e seus aliados, encontram apoio no Príncipe Dunark, herdeiro do rival de Mardonale, "Kondal", e em sua consorte, a Princesa Sitar. Juntos, ajudam a derrubar Mardonale.
Como expressão de gratidão, os Kondalianos fabricam novas "barras de energia" de cobre e reconstruem a Cotovia como Cotovia Dois, equipada com novas armas, conforme a ciência Kondaliana. Posteriormente, as núpcias de Seaton com Dorothy e de Crane com Margaret são celebradas pela realeza Kondaliana, e Seaton é honrado com o título de "karfedix" ("Senhor Supremo") de Kondal. A Cotovia retorna então à Terra, carregando riquezas, platina, rádio e uma abundância do elemento "X". No entanto, quando a nave adentra a atmosfera terrestre, DuQuesne a abandona de paraquedas, encerrando a narrativa com o pouso no Campo Crane.

## Recepção
Frederik Pohl diz sobre o livro: "Com exceção das obras de HG Wells, possivelmente as de Júlio Verne - e quase nenhum outro escritor - ele inspirou mais imitadores e fez mais para mudar a natureza de toda a ficção científica escrita depois dele do que quase qualquer outro trabalho." 
Mike Ashley chamou-a de "a ópera espacial seminal". 
Apesar de sua influência, sua reputação crítica é mista; A crítica de Groff Conklin da edição de 1950 observou que "Esta narrativa é o tipo de coisa que apenas fãs insaciáveis irão gostar, sendo... extraordinariamente amador e estranho",  e Isaac Asimov escreveu que "uma aventura de um tipo sem precedentes... o primeiro grande 'clássico' da ficção científica americana", mas "como literatura, foi um fracasso total". 
Damon Knight, no entanto, elogiou o romance por seu "enredo rápido e enxuto, um ar de excitação,... quatro personagens que são confortavelmente maiores que a vida [e] a sensação de que aventuras estão esperando por toda parte", concluindo que "In A Cotovia do Espaço, tudo é grande e simples."
RD Mullen escreveu que o "grande sucesso" de Smith foi "certamente devido, em primeiro lugar, à habilidade com que Smith misturou elementos de thrillers de espionagem e da história ocidental... com aqueles da viagem cósmica tradicional. 
No romance de ficção científica Islands in the Sky, de Arthur C. Clarke, uma nave estelar é chamada The Skylark of Space, "um nome aparentemente tirado de uma famosa e antiga história  ficção científica".

## Sequências
1. Skylark Three ( Amazing Stories, agosto-outubro de 1930)
2. Skylark of Valeron ( Astounding Stories, agosto de 1934 - fevereiro de 1935, Fantasy Press 1949)
3. Skylark DuQuesne ( Worlds of If junho-outubro de 1965, Pyramid Books 1966) - indicado ao Prêmio Hugo